# 寶達邨公共運輸交匯處
寶達邨公共運輸交匯處（Po Tat Estate Public Transport Interchange）位於香港九龍觀塘區秀茂坪寶琳路2號寶達商場二樓，地處新九龍內地段第6470號範圍，乃室內平行式月台公共運輸交匯處，由房屋署管理，以供多種公共交通工具使用。
九巴稱此站為「寶達巴士總站」（Po Tat Bus Terminus）；城巴將此站稱為「寶達邨」（Po Tat Estate，城巴地點代號為POT）。

## 簡介
寶達邨公共運輸交匯處位於寶達邨達祥樓地下，屬寶達商場一部份，鄰近街市和停車場。交匯處內設有巴士總站、小巴站和的士站，車輛進出交匯處須經過架空的寶達邨屋邨通道和寶琳路。

### 交匯處落成前
寶達邨公共運輸交匯處因未能趕及屋邨入伙前啟用，公共交通工具只能以屋邨通道作為終點站。九龍專線小巴71A線在2001年3月7日投入服務，小巴的總站則位於達峰樓側的停車場，今籃球場的位置。九龍巴士13D線在2001年7月8日，由上秀茂坪巴士總站延長至寶達邨，巴士停於達翠樓對開的垃圾站旁，並設有站長駐在垃圾房，防止有其他車輛阻塞巴士通道，若該處停泊多於兩輛巴士，司機則會把巴士駛回上秀茂坪停泊。2002年，隨著公共運輸交匯處落成，兩線一同遷往此總站。

### 實施全面禁煙
由於交匯處位於室內地方，根據《吸煙（公眾衛生）條例》（第371章），從2007年1月1日起被列為法定禁止吸煙區，任何人不得於禁煙區內吸煙或者攜帶燃點著的香煙、雪茄或煙斗。

## 總站路線

### 九龍巴士13D線
- 寶達 ↔ 維港灣

途經秀茂坪邨、基督教聯合醫院、和樂邨、觀塘市中心、牛頭角上邨、淘大花園、啟業邨、采頤花園、九龍城、九龍醫院、旺角及奧海城。

### 九龍巴士13P線
- 寶達 → 麗閣

途經秀茂坪邨、基督教聯合醫院、和樂邨、觀塘市中心、德福花園、旺角女人街、旺角警署、深水埗北河街及怡靖苑。

### 九龍巴士13X線
- 寶達 ↔ 尖沙咀東

途經秀茂坪邨、曉麗苑、基督教聯合醫院、樂華邨、淘大花園、麗晶花園、國際展貿中心、紅磡（漆咸道北）、佐敦道、尖沙咀。

### 九龍巴士214線（特別班次）
- 寶達 → 荔枝角站（星期一至五早上特別班次（學校假期停開））

### 過海隧道巴士601線
- 寶達 ↔ 金鐘（東）

途經秀茂坪邨、曉麗苑、和樂邨、港鐵觀塘站、匯景花園、東區海底隧道、北角、維多利亞公園、禮頓中心、軒尼詩道官立小學及金鐘廊。

### 過海隧道巴士N601線
- 金鐘（東） → 寶達

### 過海隧道巴士601P線
- 寶達 ↔ 上環

途經秀茂坪邨、曉麗苑、和樂邨、港鐵觀塘站、匯景花園、東區海底隧道、灣仔稅務大樓、添馬艦、滙豐銀行總行及維德廣場。

### 九龍區專線小巴71A線
- 寶達邨 ↔ 藍田站

途經秀茂坪邨、觀塘警署及匯景花園。

## 途經路線

### 九龍巴士13M線
- 觀塘（雅麗道） ↺ 寶達

途經港鐵觀塘站、翠屏邨、秀茂坪邨、曉麗苑、和樂邨及觀塘市中心。

### 城巴A28線
- 日出康城 ↔ 機場

於2015年9月27日投入服務，前身為A29P線，2023年12月18日起改稱A28。途經清水灣半島、將軍澳市中心、調景嶺、尚德邨、翠林邨、康盛花園、寶達邨、安達邨、安泰邨、彩雲邨、牛池灣、鑽石山、黃大仙、呈祥道、青葵公路、青嶼幹線、一號客運大樓及港珠澳大橋香港口岸。

## 車坑分佈
| 車坑分佈（以入口最左邊起計） | 車坑分佈（以入口最左邊起計） | 車坑分佈（以入口最左邊起計） |
| 車坑編號                     | 車坑數目                     | 路線                         |
| ---------------------------- | ---------------------------- | ---------------------------- |
| 1                            | 單坑                         | 九龍巴士13X線                |
| 2                            | 單坑                         | 九龍巴士13D線                |
| 3                            | 單坑                         | 九龍巴士13M、13P線 城巴A28線 |
| 4                            | 雙坑                         | 過海隧道巴士601、601P線      |
| 5                            | 單坑                         | 的士站                       |
| 6                            | 行車通道旁                   | 專綫小巴71A線                |

- 有紅字班次為雙向途經。

## 使用狀況
交匯處有多種路線往返市區，可是屋苑周邊有更多交通路線選擇，例如寶達轉車站，邨內不少居民不惜步行前往寶達轉車站，令交匯處內個別路線的使用量偏低。